# La nuit commence à l'aube
Pour plus de détails, voir Fiche technique et Distribution.
La nuit commence à l'aube (Morning Departure) est un film britannique réalisé par Roy Ward Baker, sorti en 1950.

## Synopsis
Lors d'un exercice, le HMS Trojan, un sous-marin de la Royal Navy, rencontre une mine oubliée depuis la Seconde Guerre mondiale. Une inondation tue 53 membres de l'équipage. Il ne reste que 12 hommes qui ont été sauvés par l'ordre du capitaine de fermer les portes étanches. Ils vont attendre les secours dans le sous-marin qui repose sur le fond.

## Fiche technique
- Titre original : Morning Departure
- Titre français : La nuit commence à l'aube
- Réalisation : Roy Ward Baker
- Scénario : William Fairchild, d'après la pièce de Kenneth Woollard
- Direction artistique : Alex Vetchinsky
- Décors : Arthur Taksen
- Costumes : Fred Pridmore
- Photographie : Desmond Dickinson
- Son : John W. Mitchell, George Croll
- Montage : Alan Osbiston
- Musique : William Alwyn, Gordon Jacob
- Production : Jay Lewis (en)
- Société de production : J. Arthur Rank Organisation, Jay Lewis Productions
- Société de distribution : General Film Distributors
- Pays d'origine :  Royaume-Uni
- Langue originale : anglais
- Format : Noir et blanc  — 35 mm — 1,37:1 — son mono
- Genre : drame
- Durée : 102 minutes
- Dates de sortie :
- Royaume-Uni : 21 février 1950
- France : 18 mai 1950

## Distribution
- John Mills : Lieutenant Armstrong
- Nigel Patrick : Lieutenant Manson
- Peter Hammond : Sous-Lieutenant Oakley
- Andrew Crawford : Sous-Lieutenant J. McFee
- Michael Brennan : Barlow
- George Cole : Marks
- Victor Maddern : Hillbrook
- Roddy McMillan : Andrews
- Frank Coburn : Brough
- Jack Stewart : Kelly
- James Hayter : Higgins
- Wylie Watson : Nobby Clarke
- Richard Attenborough : Snipe
- George Thorpe : Capitaine Fenton
- Bernard Lee : Commandant Gates
- Kenneth More : Lieutenant James
- Alastair Hunter : Capitaine Jenner

## Distinctions

### Nominations
- BAFTA 1951 : British Academy Film Award du meilleur film britannique
- Mostra de Venise 1950 : meilleur film